# 헤파이스토스
헤파이스토스 (UK: /hɪˈfiːstəs/ 틀:Respell, US: /hɪˈfɛstəs/ 틀:Respell; 여덟 가지 철자법; 고대 그리스어: Ἥφαιστος Hḗphaistos[*])는 그리스 신화에서 장인, 대장장이, 목수, 장인, 불, 금속공학, 금속 세공, 조각 및 화산의 신이다. 그리스 신화에서 헤파이스토스는 헤라의 아들이며, 헤라 혼자 낳거나 남편 제우스와의 사이에서 낳았다. 그는 선천적 장애로 인한 절름발이였기 때문에 어머니 헤라에 의해 올림포스산에서 쫓겨났고, 다른 설명에 따르면, 제우스가 헤라에게 접근하는 것을 막다가 제우스에게 쫓겨났는데(이 경우 절름발이는 태어날 때부터가 아니라 추락의 결과였을 것이다), 그는 다시 올림포스산으로 돌아오기 위해 계략을 사용했다.
대장장이 신으로서 헤파이스토스는 올림포스 신들의 모든 무기를 만들었다. 그는 신들의 대장장이 역할을 했으며, 특히 아테네와 같은 그리스의 제조 및 산업 중심지에서 숭배되었다. 헤파이스토스 숭배는 림노스섬에 기반을 두었다. 헤파이스토스의 상징은 대장장이의 망치, 모루, 그리고 집게이다. 로마에서는 그가 불카누스와 동일시되었다.

## 어원
헤파이스토스는 크노소스에서 발견된 선형문자 B (미케네 그리스어) 명문 𐀀𐀞𐀂𐀴𐀍 아-파-이-티-조(A-pa-i-ti-jo)와 관련이 있을 것이다. 이 명문은 (H)āpʰaistios 또는 Hāphaistion이라는 신명을 읽는다고 믿어지기 때문에 그 당시 그의 숭배를 간접적으로 증명한다. 그리스 신명 헤파이스토스는 -i- 없는 형태(아티케 헤파스토스)가 전형적인 그리스어 이전 기층 변형을 보여주고 원래의 sy를 가리키므로 그리스어 이전 기층 기원일 가능성이 높다.

## 별칭
시인들이 헤파이스토스를 지칭하는 별칭들은 일반적으로 그의 조형 예술 기술이나 그의 모습 또는 장애를 암시한다. 그리스인들은 종종 헤파이스토스의 미니어처 조각상을 난로 근처에 두었으며, 이 조각상들은 그의 모든 표현 중 가장 오래된 것이다. 그의 별칭 중 일부 의미는 다음과 같다.
- 암피기예이스 종종 "절름발이"로 번역됨; 문자 그대로 "양쪽 다 절름발이" 또는 그와 유사함. (Ἀμφιγυήεις)
- 킬로포디온 "곤봉 발의" 또는 "발을 끄는" (Κυλλοποδίων)
- 칼케우스 "구리 대장장이" (Χαλκεύς)
- 클리토테크네스 "유명한 장인" (Κλυτοτέχνης)
- 폴리메티스 "빈틈없는, 교활한" 또는 "많은 기술을 가진" (Πολύμητις)
- 아이티나이오스 "에트나 산의" (Αἰτναῖος), 그의 작업장이 에트나산 아래에 있다고 추정되기 때문.[12]
- 폴리프론 "기발한, 창의적인" (Πολύφρων)
- 아가클리토스 "매우 유명한, 영광스러운" (Ἀγακλυτός)
- 아이탈로에이스 테오스 "그을음이 많은 신" (Αἰθαλόεις θεός)

## 신화

### 혈통
호메로스의 일리아스에서 헤파이스토스는 헤라의 아들로 묘사된다. 일리아스는 두 곳에서 제우스를 그의 아버지로 언급하는 듯하지만, 이 구절들이 헤파이스토스를 제우스의 문자 그대로의 아들로 지칭하는 것이 아닐 수도 있다. 그러나 오디세이아는 헤파이스토스가 "두 부모"를 가지고 있다고 명시적으로 언급하며, 그들의 정체는 아마도 제우스와 헤라일 것이다. 헤시오도스의 신통기에서는 헤라가 아테나를(제우스와 메티스 사이에서 그녀 없이 제우스가 낳음) 낳은 것에 대한 복수로 헤파이스토스를 혼자 낳는다. 아폴로도로스 또한 헤라가 헤파이스토스를 혼자 낳았다고 말하지만, 호메로스에 따르면 헤파이스토스는 제우스와 헤라의 자녀 중 한 명이라고도 전한다. 히기누스의 파불라이 서문을 포함하여 여러 후대 문헌들이 헤시오도스의 설명을 따른다. 아티케 화병 화가들에 따르면, 헤파이스토스는 아테나의 탄생에 참석했으며, 그녀를 풀어주기 위해 제우스의 머리를 쪼개는 도끼를 휘둘렀다. 헤파이스토스는 아테나보다 나이가 많은 것으로 묘사되므로, 이 점에서 헤파이스토스의 신화는 일관성이 없다.
일부 출처에 따르면 헤파이스토스의 기원 신화는 "가이아로부터 솟아나는 불의 다이몬"의 것이었으며, 그는 "불이 붙어 타오르는 [그리고] 많은 사람들에게 신성하게 여겨지는" 가스와도 관련이 있었고, 후에야 화산이 헤파이스토스의 대장간으로 간주되었다. 그는 이탈리아 남부의 그리스 식민지 개척자들에 의해 에트나산의 아드라노스와 리파리 섬의 불카누스와 같은 화산 신들과 동일시되었다. 1세기 현자 티아나의 아폴로니오스는 "지구 곳곳에는 불타는 다른 산들이 많이 있지만, 우리가 헤파이스토스 같은 거인과 신들을 그들에게 할당한다면 끝이 없을 것이다"라고 말했다고 전해진다. 그럼에도 불구하고, 헤파이스토스의 불에 대한 지배는 호메로스의 일리아드까지 거슬러 올라가는데, 거기서 그는 아킬레우스를 공격하던 스카만데르를 물리치기 위해 불꽃을 사용하여 카라멘데레스강의 물을 말렸다. 필멸의 세계에서 그가 가장 좋아하는 곳은 림노스섬으로, 그곳에서 그는 신티아인들과 함께 사는 것을 좋아했지만, 리파리, 히에라, 임브로스, 시칠리아와 같은 다른 화산섬들도 자주 방문했으며, 이 섬들은 그의 거처 또는 작업장이라고 불렸다.

### 올림포스에서의 추락
그리스 신화의 한 가지 흐름에 따르면, 헤라는 헤파이스토스의 선천적 장애 때문에 그를 하늘에서 내던졌다. 그는 바다로 떨어져 테티스 (아킬레우스의 어머니이자 50명의 네레이데스 중 한 명)와 오케아니스 에우리노메에 의해 길러졌다.
또 다른 설명에 따르면, 헤파이스토스가 어머니를 제우스의 접근으로부터 구하려다가 제우스에 의해 하늘에서 내던져졌다. 그는 하루 종일 떨어져 림노스섬에 착륙했고, 그곳에서 그 섬의 토착 고대 부족인 신티아인들에게 보살핌을 받고 명장이 되는 법을 배웠다. 후대 작가들은 그의 신체적 장애를 두 번째 추락의 결과로 묘사하지만, 호메로스는 그가 태어날 때부터 장애가 있었다고 한다.

### 올림포스로의 복귀
헤파이스토스는 추방된 후 올림포스로 돌아온 올림포스 신들 중 하나였다.
오랜 이야기에서, 헤파이스토스는 헤라가 자신을 거부한 것에 대한 복수로 마법의 황금 의자를 만들어 그녀에게 주었는데, 그녀가 그 위에 앉자 다시 일어설 수 없게 되었다. 다른 신들은 헤라를 풀어주기 위해 헤파이스토스에게 올림포스로 돌아올 것을 간청했지만, 그는 "나는 어머니가 없다"라고 말하며 거절했다. 처음에 헤파이스토스를 데려오는 임무를 맡은 것은 아레스였지만, 그는 불의 신에게 횃불로 위협당했다. 마침내 술의 신 디오니소스가 그를 찾아와 술에 취하게 한 뒤, 환락자들을 동반한 노새 등에 태워 제압된 대장장이를 올림포스로 데려갔다. 이 장면은 때때로 아티케와 코린토스의 채색 도자기에 나타난다. 히기누스에 따르면, 제우스는 헤라를 풀어주기 위해 헤파이스토스에게 무엇이든 약속했다. 헤파이스토스는 포세이돈의 사주를 받아 아테나와 결혼하기를 요구했고, 이는 여신에 대한 그의 강간 시도로 이어졌으나, 아테나는 그의 접근을 거부했다. 또 다른 판본에서는 헤라를 풀어주기 위해 아프로디테와 결혼하기를 요구했고, 그의 어머니는 그 요청을 들어주었다.
헤파이스토스의 귀환이라는 주제는 에트루리아인들이 선호했던 아티케 화병 화가들 사이에서 인기가 많았으며, 이 주제를 에트루리아에 도입했을 수도 있다. 화병 화가들의 묘사에서 헤파이스토스는 노새나 말에 올라탔고, 디오니소스가 고삐를 잡고 헤파이스토스의 도구(양날 도끼 포함)를 들고 있었다. 그림 속 장면에서 노새를 이끄는 디오니소스 무리의 패딩을 입은 춤꾼들과 남근형상은 이 행렬이 5세기 아테네의 사티로스극의 전신이었던 디티람보 축제의 일부였음을 보여준다. 여행가 파우사니아스는 아테네의 디오니소스 신전에서 헤파이스토스의 그림을 보았다고 언급했다. 이 신전은 5세기에 지어졌지만, 2세기 CE 이전 아무 때나 장식되었을 수 있다. 파우사니아스가 그것을 보았을 때, 그는 말했다.
여기 그림들이 있다 – 디오니소스가 헤파이스토스를 하늘로 데려가는 모습. 그리스 전설 중 하나는 헤파이스토스가 태어날 때 헤라에 의해 내던져졌다는 것이다. 복수를 위해 그는 보이지 않는 족쇄가 달린 황금 의자를 선물로 보냈다. 헤라가 앉자 그녀는 꼼짝 못하게 되었고, 헤파이스토스는 디오니소스 외에는 어떤 신의 말도 듣지 않으려 했다 – 그는 디오니소스를 전적으로 신뢰했고 – 디오니소스는 그를 술에 취하게 한 뒤 하늘로 데려갔다.— 파우사니아스, 1.20.3

### 헤파이스토스의 기술

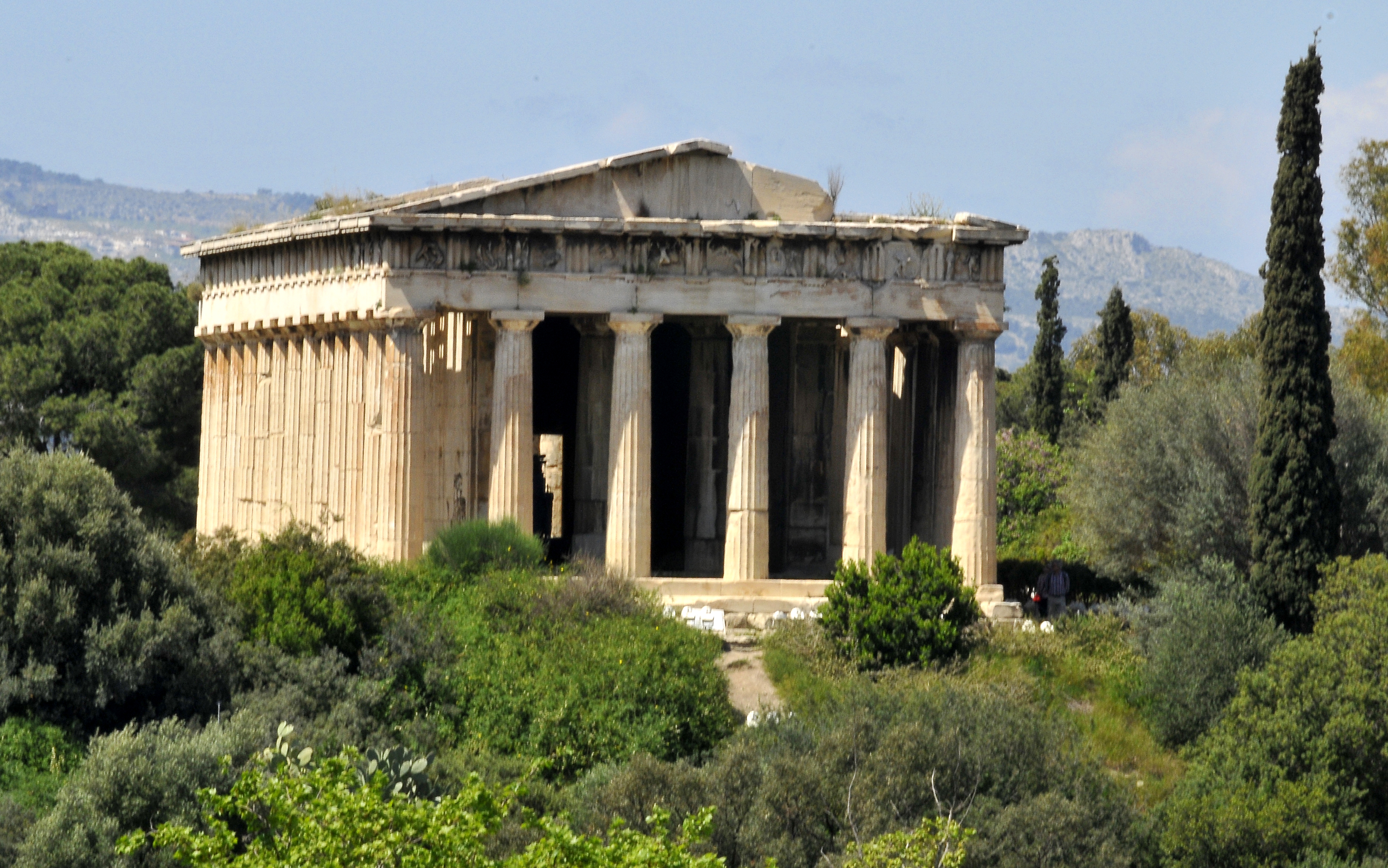
아테네 아고라의 도리아식 헤파이스토스 신전

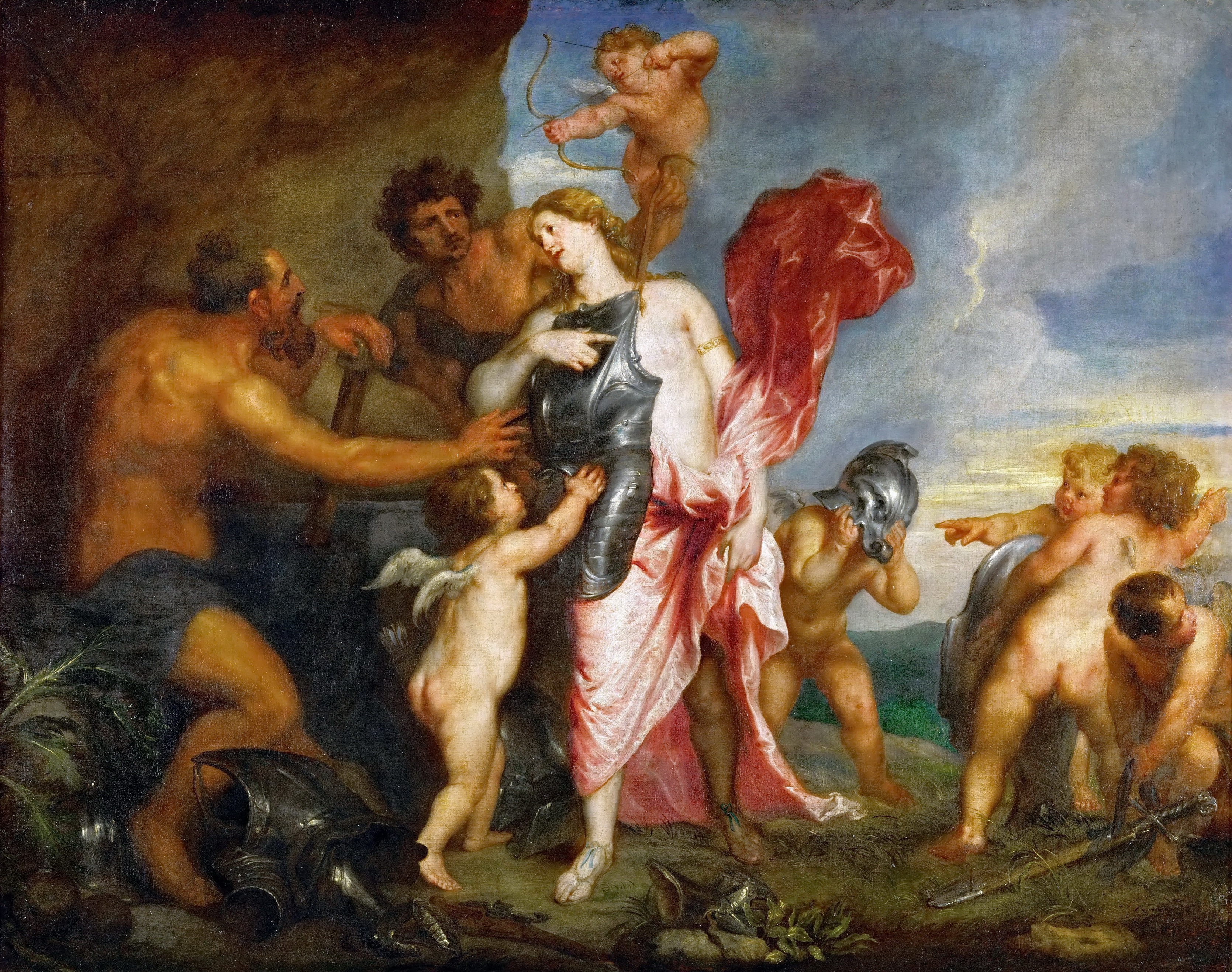
안토니 반 다이크의 《테티스, 헤파이스토스에게서 아킬레우스의 무기를 받다》(1630–1632)

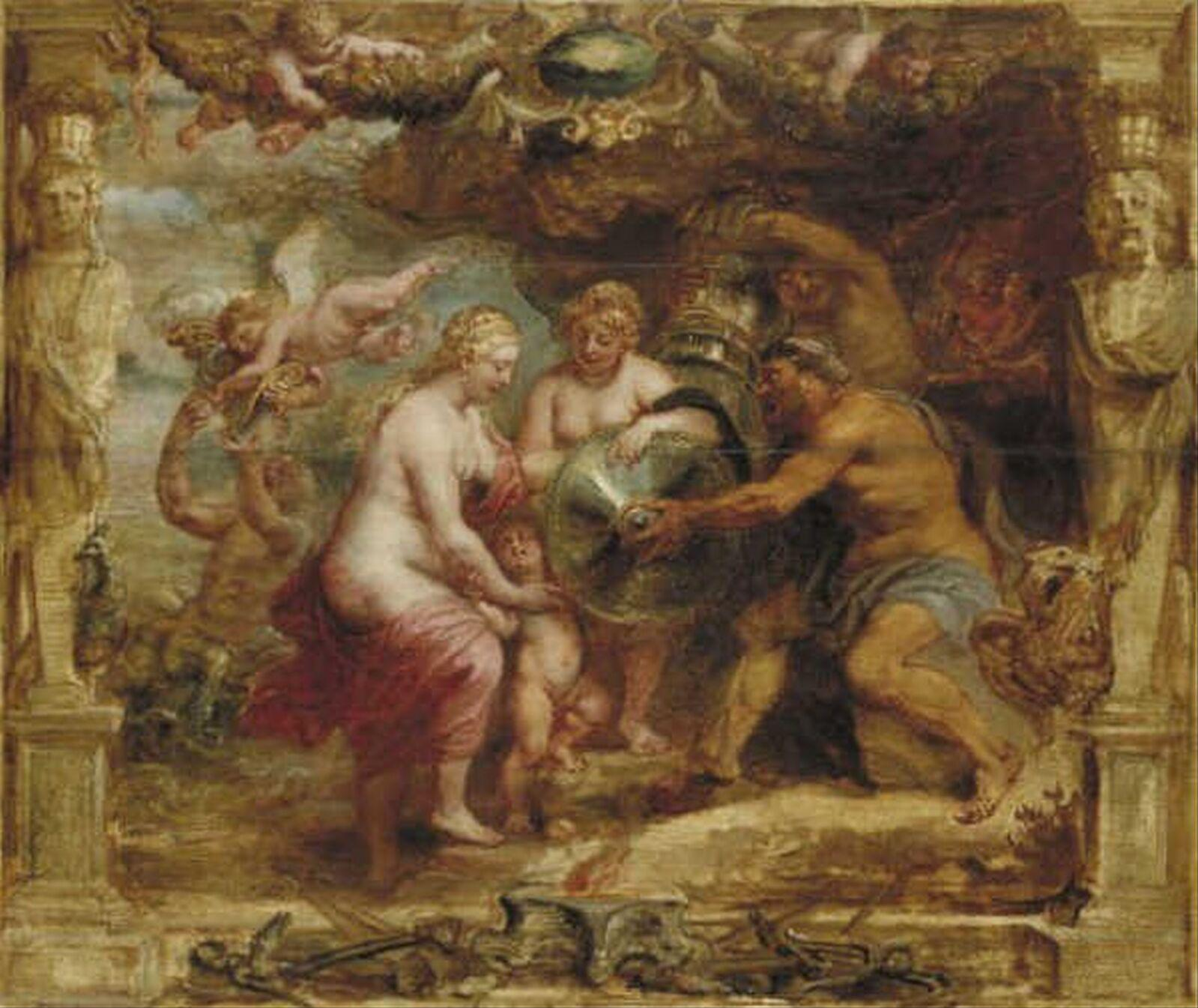
페테르 파울 루벤스의 《불카누스가 테티스에게 아킬레우스의 무기를 바치다》.

헤파이스토스는 올림포스에 자신만의 궁전을 가지고 있었고, 그곳에는 자신의 작업장과 그의 명령에 따라 작동하는 스무 개의 풀무가 있었다. 그는 신들의 웅장한 장비 대부분을 만들었고, 그리스 신화에 등장하는 훌륭하게 세공된 금속 세공품은 거의 모두 헤파이스토스가 만들었다고 한다. 그는 올림포스 궁전의 모든 왕좌, 아이기스 흉갑, 헤르메스의 날개 달린 투구와 샌들, 아프로디테의 유명한 허리띠, 에로스의 활과 화살, 헬리오스의 전차, 헤라클레스의 청동 딸깍이, 그리고 펠롭스의 어깨를 디자인했다.
헤파이스토스는 또한 신들이 인류에게 준 선물인 최초의 여성 판도라와 그녀의 피토스를 창조했다. 신화의 일부 판본에서는, 프로메테우스가 헤파이스토스의 대장간에서 인간에게 준 불을 훔쳤다.
헤파이스토스는 눈먼 오리온에게 그의 제자 케달리온을 안내자로 주었다. 후기 기록에 따르면, 헤파이스토스는 키클롭스 브론테스, 스테로페스, 아르게스와 함께 일했는데, 이들은 그 자체로 매우 숙련된 대장장이였으며 제우스의 벼락, 포세이돈의 삼지창, 하데스의 어둠의 투구를 만들었다.

#### 자동기계
호메로스에 따르면, 헤파이스토스는 자신이나 다른 사람들을 위해 일할 금속 자동기계를 만들었다. 여기에는 황금 바퀴가 달린 삼각대가 포함되어 있어, 신들의 회의실을 제 마음대로 드나들 수 있었다. 그리고 "살아있는 처녀의 모습으로 황금으로 만들어진 시녀들"도 있었는데, 이들은 "마음에 이해력과 말, 힘"을 가지고 있어, 신들의 선물로 여겨졌다. 이들은 헤파이스토스가 걸을 때 그를 지지하며 움직였다. 그리고 그는 알키노오스 궁전 입구에 황금과 은으로 만든 사자와 개를 배치하여 침입자를 물어뜯을 수 있게 했으며, 이 수호견들은 늙지도 죽지도 않았다.
비슷한 황금 개(Κυων Χρυσεος)는 레아가 어린 제우스와 그의 유모인 염소 아말테이아를 크레타 섬에서 지키기 위해 놓았다. 후에 탄탈로스는 이 자동기계를 제우스 신전을 지키던 중에 훔쳤거나, 판다레오스를 설득하여 자신을 위해 훔치게 했다고 한다. 후기 문헌들은 이 자동기계를 헤파이스토스에 의해 변형된 레아였다는 생각으로 대체하려고 한다.

### 다른 신화

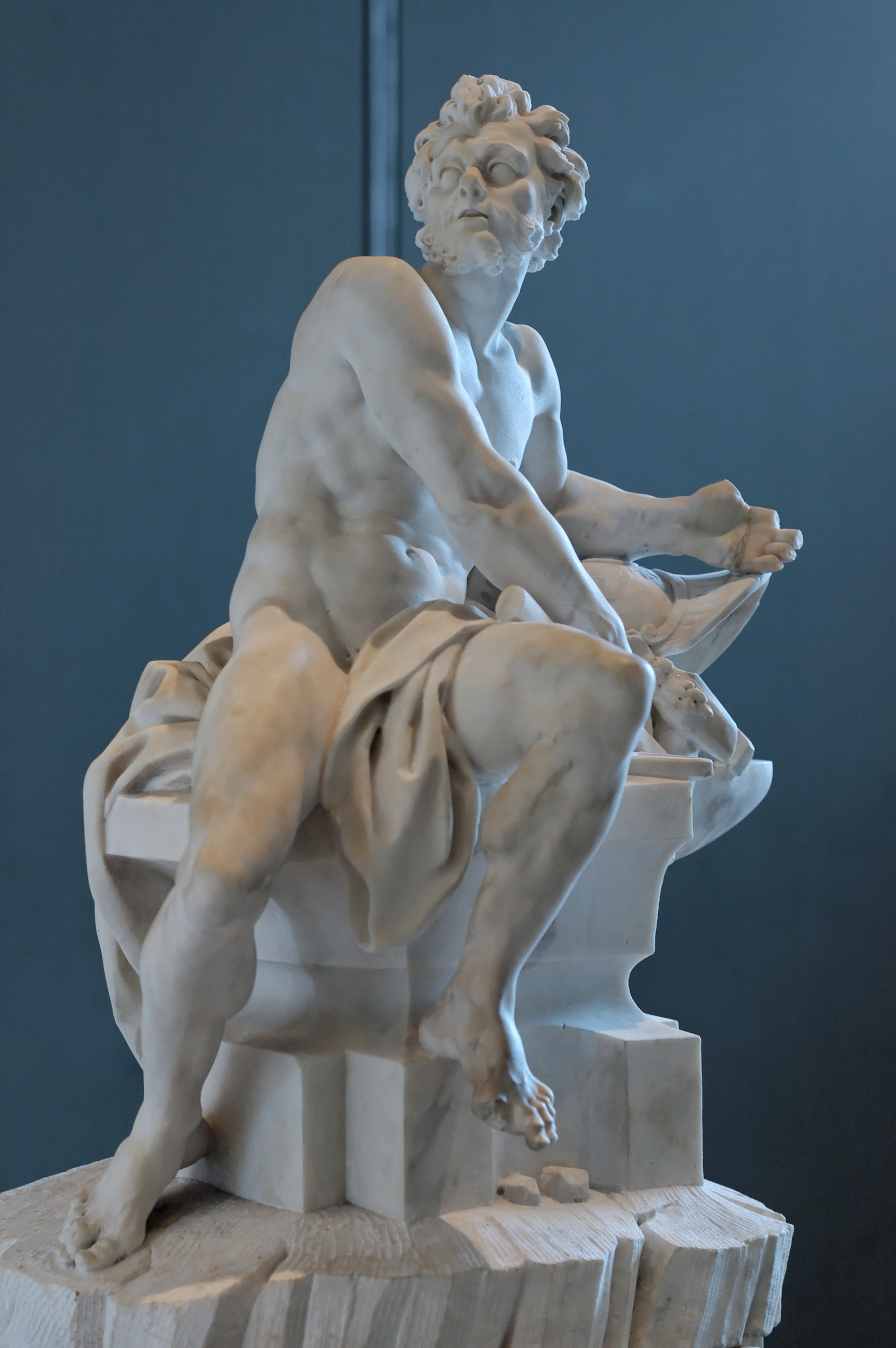
기욤 쿠스투 더 영거의 《대장간의 헤파이스토스》(루브르 박물관)

헤파이스토스는 기간테스와 싸워 미마스를 용융 철을 던져 죽였다. 그는 또한 또 다른 거인 아리스타이오스와도 싸웠지만, 아리스타이오스는 도망쳤다. 전투 중에 헤파이스토스는 지쳐 쓰러졌고, 헬리오스가 그의 전차에 태워 그를 데려갔다. 감사의 선물로 헤파이스토스는 헬리오스의 아들 아이에테스를 위해 영원히 흐르는 네 개의 샘과 불을 뿜는 황소를 만들었다.
펠레우스와 테티스의 결혼식에서 헤파이스토스는 결혼 선물로 칼을 주었다. 트로이 전쟁이 시작되었을 때, 헤파이스토스는 그리스 편에 서서 아킬레우스의 갑옷, 디오메데스의 흉갑, 아가멤논의 지팡이를 만들었지만, 헤파이스토스는 트로이인들에게도 숭배받았고 그들의 병사 한 명을 디오메데스에게 죽지 않도록 구해주었다.

### 배우자, 희생자, 자녀

#### 헤파이스토스와 아프로디테

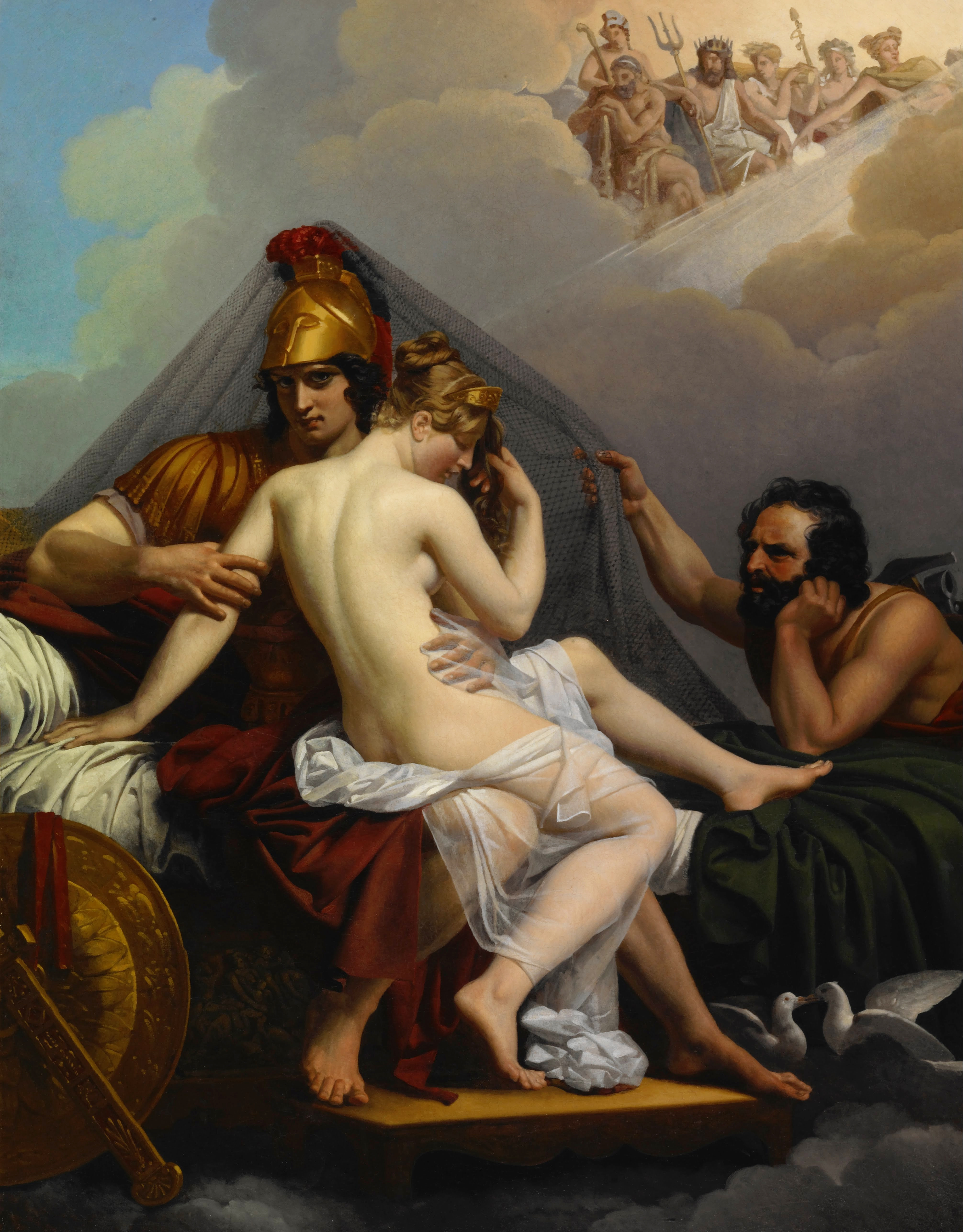
알렉상드르 샤를 기유모의 《마르스와 베누스가 불카누스에게 기습당하다》(1827)

헤파이스토스와 결혼했지만 아프로디테는 전쟁의 신 아레스와 바람을 피웠다. 결국 헤파이스토스는 모든 것을 보는 태양의 신 헬리오스를 통해 아프로디테의 불륜을 알게 되었고, 둘이 밀회 중일 때 덫을 놓았다. 연인들이 침대에 함께 누워 있을 때, 헤파이스토스는 보이지 않을 정도로 작은 깨지지 않는 쇠사슬 그물로 그들을 얽어 올림포스산으로 끌고 가서 다른 신들 앞에서 그들을 수치스럽게 하여 복수했다.
신들은 이 벌거벗은 연인들의 모습을 보고 웃었고, 포세이돈은 아레스가 간통 벌금을 내거나, 포세이돈 자신이 대신 내겠다고 보장하는 대가로 헤파이스토스에게 그들을 풀어달라고 설득했다. 헤파이스토스는 오디세이아에서 아프로디테를 아버지에게 돌려주고 자신의 신부값을 돌려달라고 요구할 것이라고 말한다. 에밀리 윌슨의 번역에서는 포세이돈이 제안하기 전에 헤파이스토스가 제우스에게 요구/간청하는 것으로 묘사되어, 독자는 제우스가 딸을 위해 헤파이스토스가 지불한 "값"을 돌려주지 않았으며 이것이 포세이돈이 개입한 이유라고 추정하게 된다. 신화의 일부 판본에서는 제우스가 신부 지참금을 돌려주지 않았고, 사실 아프로디테는 "그저 남편의 호감을 다시 얻기 위해 매력을 부렸다"고 한다. 일리아스에서는 헤파이스토스가 트로이 전쟁에서 일어난 사건 동안 카리스인 카리스와 결혼한 것으로 묘사되지만, 신통기에서는 그가 아글라에아와 결혼했다고 한다. 후대의 논노스의 디오니시아카는 헤파이스토스와 아프로디테가 한때 결혼했지만(그녀는 그의 "고대 아내"로 지칭된다), 그들이 그 이후로 헤어졌고 헤파이스토스는 이제 카리스와 결혼했다고 명시한다.
훨씬 후기의 삽입된 세부 사항으로, 아레스는 어린 병사 알렉트리온을 문 앞에 두어 헬리오스의 도착을 경고하게 했다. 아레스는 헬리오스가 아프로디테의 불륜을 헤파이스토스에게 알릴 것이라고 의심했기 때문이다. 그러나 알렉트리온은 경계 근무 중에 잠이 들었다. 헬리오스는 둘을 발견하고 헤파이스토스에게 알렸고, 아레스는 분노하여 알렉트리온을 수탉으로 만들었는데, 수탉은 해가 뜨는 새벽에 항상 울부짖는다.
테베인들은 아레스와 아프로디테의 결합으로 하르모니아가 태어났지만, 헤파이스토스와 아프로디테의 결합으로는 보통 자식이 없었다고 전했다. 아프로디테가 헤파이스토스와 결혼 중에 하르모니아가 임신되었기 때문에, 복수심에 헤파이스토스는 하르모니아가 카드모스와 결혼하는 날 그녀에게 정교하게 세공되었지만 저주받은 하르모니아의 목걸이를 선물로 주었고, 이는 그녀의 후손들에게 엄청난 고통을 가져다주어 오이디푸스 이야기로 절정에 달했다.
《옥타비아》(전통적으로 세네카의 작품으로 알려져 있지만, 현재는 그의 작품이 아닌 것으로 합의됨)의 저자는 "[우리는] [에로스]가 베누스에게서 태어나 불카누스의 허리에서 솟아났다고 착각한다"고 썼는데, 이는 에로스/쿠피드가 불카누스/헤파이스토스의 아들이라는 생각이 후기 고대에 꽤 흔했음을 암시한다. 논노스 역시 에로스를 아프로디테와 헤파이스토스의 아들로 묘사하는 듯하지만, 아프로디테를 묘사하는 데 사용된 πολυφράδμων(‘현명한’과 ‘교활한’ 둘 다를 의미할 수 있는 단어)의 사용과 헤파이스토스가 에로스가 자신처럼 절름발이로 태어날까봐 두려워했지만 건강한 아이로 태어났다는 강조는 논노스가 아레스를 진짜 아버지로, 아프로디테는 아들을 헤파이스토스의 아들로 가장했다는 것을 강력히 암시한다. 울리히 폰 빌라모비츠가 아르고나우티카에 대한 잘 보존되지 않은 스콜리움을 이뷔코스가 에로스를 아프로디테와 헤파이스토스의 아들로 만들었다고 읽도록 추측한 것은 학자들에게 널리 받아들여지고 있지만, 고대 텍스트를 읽을 수 없으므로 증명할 수는 없다.
헤파이스토스는 프리기아와 트라키아의 고대 카베이로이 밀교와 어떤 식으로든 관련이 있었는데, 이들은 림노스에서 헤파이스토스인 "헤파이스토이"라고도 불렸다. 세 개의 림노스 부족 중 하나도 자신들을 헤파이스티온이라고 부르며 신으로부터 직접적인 혈통을 주장했다.

#### 헤파이스토스와 아테나

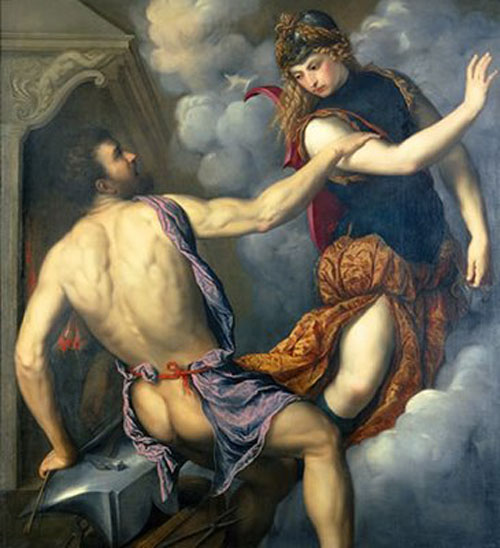
파리스 보르도네의 《헤파이스토스의 접근을 경멸하는 아테나》(기원전 1555년-1560년경)

헤파이스토스는 남신들 중에서, 아테나는 여신들 중에서 필멸자들에게 공예와 예술을 가르쳤다고 믿어졌다. 아테네에서는 그들이 신전과 축제를 공유했다. 둘 다 위대한 치유력을 가졌다고 믿어졌고, 헤파이스토스가 떨어진 지점의 렘니아 흙(terra Lemnia)은 광기, 뱀 물림, 출혈을 치료한다고 믿어졌다. 헤파이스토스 신관들은 뱀에 물린 상처를 치료하는 방법을 알았다. 그는 스파르타의 아테나 칼키오이코스(청동 집의 아테나) 신전에서 그의 어머니를 구출하는 모습으로, 키프셀로스 상자에서는 아킬레우스의 갑옷을 테티스에게 주는 모습으로, 그리고 아테네에는 알카메네스가 만든 유명한 헤파이스토스 상이 있었는데, 그의 신체적 장애는 미묘하게 묘사되었다. 그는 "아테네 외에는 거의 숭배가 없었다". 그리스인들은 종종 헤파이스토스의 작은 조각상을 난로 근처에 두었는데, 이 조각상들은 그의 모든 표현 중에서 가장 오래된 것이다. 아테네에는 아고라 근처에 헤파이스테이움(Hephaesteum, "테세이움"이라고도 잘못 불림)이라는 헤파이스토스 신전이 있다. 아테나는 때때로 헤파이스토스의 "소울메이트"라고 여겨진다. 그럼에도 불구하고, 헤파이스토스는 "격렬하고 열정적으로 아테나와 사랑을 나누려 한다. 절정의 순간에 그녀가 그를 밀쳐냈고, 그의 정액이 땅에 떨어져 가이아를 임신시킨다."
아테네의 건국 신화는 도시의 수호 여신 아테나가 헤파이스토스와의 결합을 거부했다고 전한다. 위-아폴로도로스는 헤파이스토스가 한때 아테나를 강간하려 했으나 그녀가 그를 밀쳐내어 그의 정액이 그녀의 허벅지에 떨어졌다는 고대 전설을 기록한다. 아테나는 모섬유 뭉치를 사용하여 정액을 닦아내고 그것을 먼지 속에 던졌고, 이로 인해 가이아가 임신하여 에릭토니오스를 낳게 되었다. 아테나는 에릭토니오스를 자신의 아이로 입양했다.
로마 신화학자 히기누스는 비슷한 이야기를 기록하는데, 헤파이스토스가 제우스의 두개골을 부수어 아테나가 태어날 수 있게 한 사람이 자신이었으므로 제우스에게 아테나와 결혼하게 해달라고 요구했다고 한다. 제우스는 이에 동의하여 헤파이스토스와 아테나는 결혼했지만, 헤파이스토스가 결합을 완성하려 할 때 아테나는 신방에서 사라졌고, 그 결과 그는 바닥에 사정하여 가이아를 에릭토니오스로 임신시키게 되었다. 논노스는 에레크토니오스가 "임시 결혼" 후에 땅에서 태어났다는 이야기를 언급하지만, 아테나가 그 후 에레크토니오스를 "남자 같은 가슴"으로 젖을 먹였다고 말한다.

#### 그 외
대부분의 판본에 따르면, 헤파이스토스의 배우자는 아프로디테이다. 그러나 일부 출처에서는 헤파이스토스가 카리스 중 한 명과 결혼했다고 한다. 호메로스의 일리아스 18권에서는 헤파이스토스의 배우자가 카리스이며, 그는 그녀와 올림포스에 있는 청동으로 지은 집에서 살고 있다. 같은 이름인 카리스는 이후 루키아노스의 《신들의 대화》와 논노스의 《디오니시아카》에도 사용된다. 그러나 헤시오도스는 헤파이스토스와 결혼한 카리스의 일원을 아글라에아로 지명하며, 5세기 AD 그리스 신플라톤주의 철학자 프로클로스에 따르면, 헤파이스토스와 아글라에아는 에우클레이아, 에우테니아, 에우페메, 필로프로시네의 어머니가 되었다. 일부 학자들은 이들 언급이 다른 이름으로 같은 여신을 지칭한다고 결론 내리지만, 《디오니시아카》에서는 아글라에아와 카리스가 별개의 인물로 등장한다 (아글라에아는 에로스에게 말할 때 카리스를 아프로디테의 별개 시종으로 언급한다). 카롤리 케렌이는 "카리스"가 "예술의 즐거움"도 의미하며, 아프로디테가 예술 작품으로 간주될 수 있다고 추측한다. 그는 호메로스가 오디세이아에서 아프로디테를 갑자기 그의 아내로 만들었기 때문에 아프로디테가 카리스라는 대체 이름으로 불렸을 수도 있다고 추측한다.
그러나 림노스섬에서는 헤파이스토스의 배우자가 바다 님프 카베이로였으며, 그들 사이에서 두 명의 금속 세공의 신인 카베이리가 태어났다. 시칠리아에서는 또 다른 배우자인 님프 아이트나가 있었고, 그들의 아들들은 시칠리아의 간헐천의 두 신인 팔리키였는데, 이들은 다른 곳에서는 아이트나와 제우스의 아들이거나 탈리아 (헤파이스토스의 또 다른 딸)와 제우스의 아들, 또는 아드라노스의 아들이라고 불린다.
다른 많은 그리스 남신들처럼, 헤파이스토스는 필멸자와 불멸자 모두와 사이에서 여러 자녀를 두었다. 다음은 헤파이스토스의 자손 목록으로, 각 자손 옆에는 그 혈통을 기록한 가장 초기의 출처와 그 출처가 (대략적으로) 기록된 세기가 명시되어 있다.
| 자손                                             | 어머니        | 출처                   | 연대               |        |
| ------------------------------------------------ | ------------- | ---------------------- | ------------------ | ------ |
| 에우클레이아, 에우테니아, 에우페메, 필로프로시네 | 아글라에아    | 프로클로스             |                    | [ 78 ] |
| 에릭토니오스                                     | 가이아        | Hyg. 파불라이          | 1세기 AD           | [ 79 ] |
| 에릭토니오스                                     | 아티스        | 아폴로도로스           | 1세기/2세기 AD     | [ 80 ] |
| 팔리키                                           | 아이트나      | 실레노스               | 기원전 2세기       | [ 81 ] |
| 카베이리, 카베이리데스 (님프)                    | 카베이로      | 페레키데스             | 기원전 5세기       | [ 82 ] |
| 카밀루스                                         | 카베이로      | 아쿠실라우스           | 기원전 6세기/5세기 | [ 83 ] |
| 페리페테스                                       | 안티클레이아  | 아폴로도로스           | 1세기/2세기 AD     | [ 84 ] |
| 아르달루스                                       | 어머니 미언급 |                        |                    | [ 85 ] |
| 케르키온                                         | 어머니 미언급 | Hyg. 파불라이          | 1세기 AD           | [ 86 ] |
| 올레노스                                         | 어머니 미언급 | Hyg. 데 아스트로노미아 | 기원전 1세기/AD    | [ 87 ] |
| 팔라이몬                                         | 어머니 미언급 | 아폴로도로스           | 1세기/2세기 AD     | [ 88 ] |
| 필리우스                                         | 어머니 미언급 | 포티오스               | 9세기 AD           | [ 89 ] |
| 탈리아                                           | 어머니 미언급 | 아이스킬로스           | 기원전 5세기       | [ 90 ] |

## 도상학과 묘사

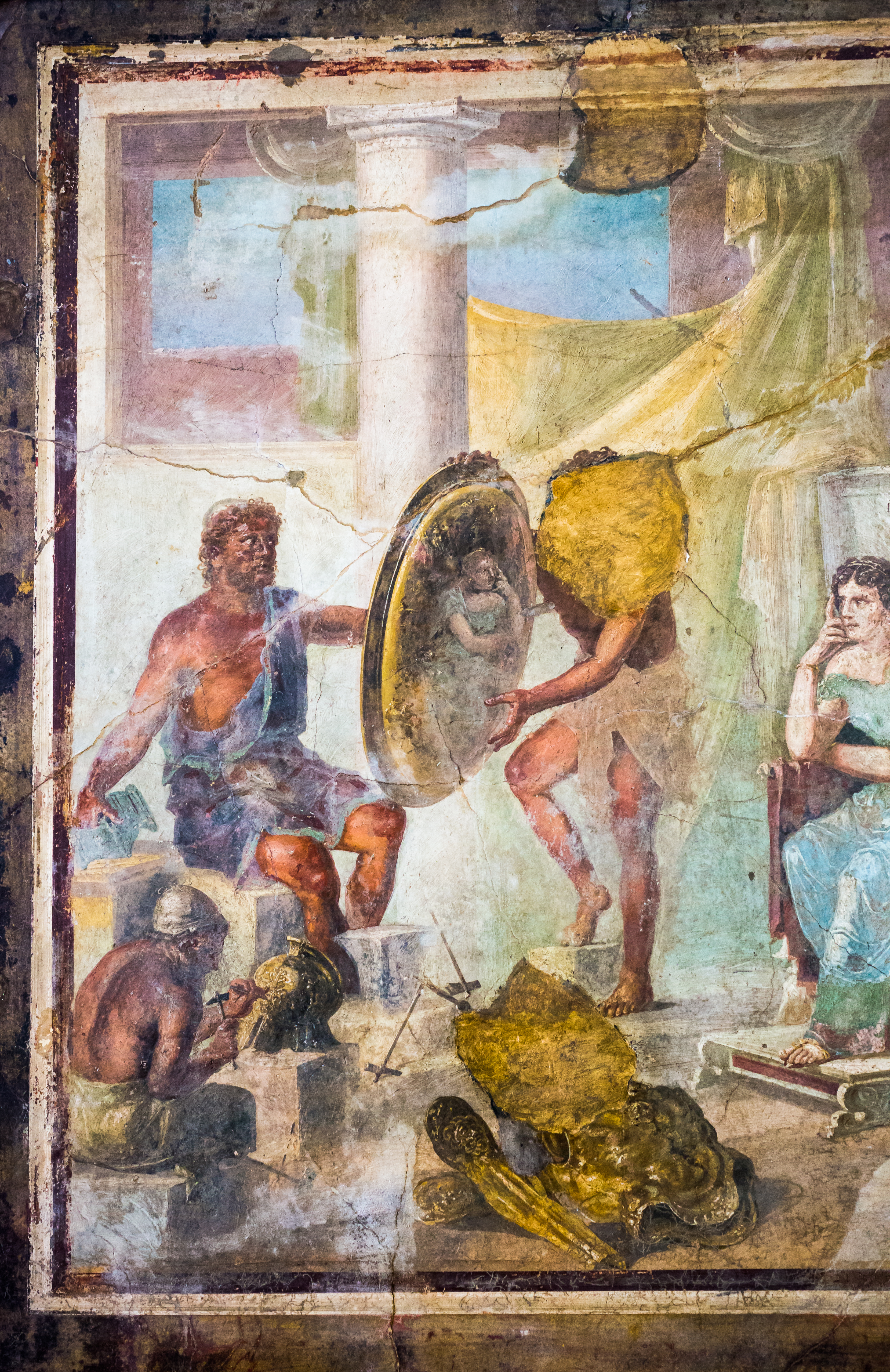
헤파이스토스와 두 조수가 아킬레우스를 위한 갑옷을 만들고 있으며, 헤파이스토스와 그의 조수 한 명이 들고 있는 방패는 테티스의 거울 이미지를 보여준다. 테티스는 앉아서 장면을 지켜보고 있다. 폼페이 프레스코화.

헤파이스토스는 때때로 수염이 난 건장한 남성으로 묘사되었으며, 그의 망치나 다른 공예 도구, 타원형 모자, 그리고 키톤으로 특징지어졌다.
헤파이스토스는 신화적 출처에서 "절름발이"(chōlos)와 "절뚝거리는"(ēpedanos) 것으로 묘사된다. 그는 굽은 발을 가진 것으로 묘사되는데, 이는 태어날 때부터 또는 올림포스에서 떨어진 결과이다. 화병 그림에서 헤파이스토스는 때때로 그의 모루 위에서 금속 작품에 몰두하는 모습으로 묘사되며, 때로는 그의 발이 앞뒤로 굽어 있다: 헤파이스토스 암피기예이스. 그는 지팡이를 짚고 걸었다. 아르고나우트 팔라이모니우스("헤파이스토스의 아들", 즉 청동 대장장이)도 이동 장애가 있었다. 다른 "헤파이스토스의 아들들"은 사모트라키섬의 카베이리였는데, 어휘학자 알렉산드리아의 헤시키오스에 의해 게 (카르키노스)와 동일시되었다. 데티엔과 베르낭에 따르면 형용사 카르키노푸스("게 발의")는 "절름발이"를 의미했다. 카베이리도 신체 장애가 있었다.
일부 신화에서 헤파이스토스는 자신을 위해 "바퀴 달린 의자" 또는 전차를 만들어 이동에 사용했고, 이는 그의 이동성을 돕는 동시에 다른 신들에게 그의 기술을 과시하는 것이었다. 《일리아스》 18.371에는 헤파이스토스가 이동을 돕기 위해 20개의 청동 바퀴 달린 삼각대를 만들었다고 기록되어 있다.
헤파이스토스의 외모와 신체적 장애는 금속 세공에서 비소 노출로 인한 비소증으로 발생하는 말초신경병증과 피부암을 나타낸다고 해석되기도 한다. 청동기 시대 대장장이들은 특히 주석 부족 시기에 더 단단한 비소 청동을 만들기 위해 구리에 비소를 첨가했다. 많은 청동기 시대 대장장이들은 그들의 생업으로 인해 만성 비소 중독을 겪었을 것이다. 결과적으로, 장애를 가진 대장장이의 신화적 이미지는 널리 퍼져 있다. 헤파이스토스는 청동기 시대의 대장장이가 아닌 철기 시대의 대장장이였으므로, 이 연결은 고대 민속 기억에서 비롯된 것이다.

## 비교 신화학
헤파이스토스의 상징주의에 대한 다른 신화 체계의 유사점은 다음과 같다.
- 우가리트의 장인 신 코타르와하시스는 그의 독특한 걸음걸이로 멀리서도 식별되는데, 이는 그가 절뚝거릴 가능성을 시사한다.[98]
- 헤로도토스가 이해한 바에 따르면, 고대 이집트의 장인 신 프타는 난쟁이 신이었으며 종종 벌거벗은 모습으로 묘사되었다.[99]
- 노르드 신화에서 바일란드는 신체적 장애를 가진 청동 세공인이었다.
- 힌두교에서는 장인 신 트바스트르가 유사한 역할을 하지만, 더 긍정적으로 묘사된다.[100]
- 오세트의 신 쿠르달라곤은 비슷한 기원을 공유할 수 있다.[100]

## 숭배
솔리누스는 리키아인들이 헤파이스토스에게 도시를 헌정하고 헤파이스티아라고 불렀다고 썼다.
림노스섬의 헤파이스티아는 그 신의 이름을 따서 지어졌다. 또한 림노스섬 전체가 헤파이스토스에게 신성한 곳이었다.
파우사니아스는 파타라의 리키아인들이 아폴론 신전에 청동 그릇을 가지고 있었는데, 텔레푸스가 그것을 봉헌했고 헤파이스토스가 만들었다고 말했다.
파우사니아스는 또한 엘리스의 올림피아 마을에 알페이오스 강을 위한 제단이 있었는데, 그 옆에는 때때로 "전쟁의 제우스" 제단이라고 불리는 헤파이스토스 제단이 있었다고 기록했다.
테르메사 섬은 리파리와 시칠리아 사이에 위치하며, 그리스어로 "헤파이스토스의 신성한 장소"를 의미하는 헤파이스토스의 히에라(ἱερὰ Ἡφαίστου)라고도 불렸다.

## 이름에 딴 것
플리니우스는 코리쿠스에 헤파이스티티스 또는 "헤파이스토스 돌"이라고 불리는 돌이 있었다고 썼다. 플리니우스에 따르면, 이 돌은 붉은색이었고 거울처럼 이미지를 반사했으며, 끓는 물을 부으면 즉시 식었다. 또는 햇볕에 놓으면 즉시 건조한 물질에 불을 붙였다.
1978년 소련의 천문학자 류드밀라 체르니흐가 발견한 소행성체 2212 헤파이스토스는 헤파이스토스의 이름을 따서 명명되었다.

## 가계도
틀:Family tree of the Olympians

## 같이 보기
- 그리스 신들의 가계도
- 대중문화 속 헤파이스토스

## 내용주
1. ↑  Kerenyi와 다른 사람들은 이 서사 속에 있는 특징들이 고대적임을 시사한다고 본다. 그러나 가장 완전한 문학적 설명은 로마 수사학자 리바니오스의 후기 저작에 나온다고 헤드린(2004)은 말한다.
2. ↑  "헤라의 결박"이라는 부분은 케렌이(1951, pp 156–158)가 이 고대적 주제에 대해 다루고 있으며, 그는 "옛 이야기"라고 언급하며, 이는 "교활한 신들이 올림포스 가족에 합류하기 전에 행한 교활한 행위들의 이야기" 중 하나라고 말한다.
3. ↑  헤파이스토스의 귀환은 베이이 근처 "그로타 캄파나" 에트루리아 무덤에 그려져 있었으며 페테르센(1902)이 확인했다. "잘 알려진 주제"는 이 경우 하몬(1912)에 의해 의심되었다.
4. ↑  See Dict of Ant. s. v. Hêphaisteia, Chalkeia.

## 참고 문헌

### 고대
- 아폴로도로스, Apollodorus, The Library, with an English Translation by Sir James George Frazer, F.B.A., F.R.S. in 2 Volumes. Cambridge, MA, Harvard University Press; London, William Heinemann Ltd. 1921. Online version at the Perseus Digital Library.
- 로도스의 아폴로니오스, 아르고나우티카; with an English translation by R. C. Seaton. William Heinemann, 1912.
- Bernabé, Alberto (2004), Poetae epici Graeci: Testimonia et fragmenta, Pars II: Orphicorum et Orphicis similium testimonia, Fasc 1, 비블리오테카 토이베리아나, Munich and Leipzig, K. G. Saur Verlag, 2004. ISBN 978-3-598-71707-9. Online version at De Gruyter.
- Evelyn-White, Hugh, The Homeric Hymns and Homerica with an English Translation by Hugh G. Evelyn-White. Homeric Hymns. Cambridge, Massachusetts, Harvard
- 헤시오도스, 신통기, in The Homeric Hymns and Homerica with an English Translation by Hugh G. Evelyn-White, Cambridge, MA., Harvard University Press; London, William Heinemann Ltd. 1914. Online version at the Perseus Digital Library.
- 호메로스, The Iliad with an English Translation by A.T. Murray, PhD in two volumes. Cambridge, MA., Harvard University Press; London, William Heinemann, Ltd. 1924. Online version at the Perseus Digital Library.
- 호메로스; The Odyssey with an English Translation by A.T. Murray, PH.D. in two volumes. Cambridge, MA., Harvard University Press; London, William Heinemann, Ltd. 1919. Online version at the Perseus Digital Library.
- Hyginus, 데 아스트로노미아, in The Myths of Hyginus, edited and translated by Mary A. Grant, Lawrence: University of Kansas Press, 1960. Online version at ToposText.
- Hyginus, 파불라이, in The Myths of Hyginus, edited and translated by Mary A. Grant, Lawrence: University of Kansas Press, 1960. Online version at ToposText.
- 논노스, 디오니시아카; translated by W. H. D. 라우스, I Books I-XV. 로브 클래식 라이브러리 No. 344, Cambridge, Massachusetts, Harvard University Press; London, William Heinemann Ltd. 1940. Internet Archive
- 논노스, 디오니시아카; translated by W. H. D. 라우스, II Books XVI-XXXV. 로브 클래식 라이브러리 No. 345, Cambridge, Massachusetts, Harvard University Press; London, William Heinemann Ltd. 1940. Internet Archive
- 오토 케른, Orphicorum Fragmenta, Berlin, 1922. Internet Archive.
- 오비디우스, 행사력: With an English translation by Sir James George Frazer, London: W. Heinemann LTD; Cambridge, Massachusetts, Harvard University Press, 1959. Internet Archive.
- 파우사니아스, Pausanias Description of Greece with an English Translation by W.H.S. Jones, Litt.D., and H.A. Ormerod, M.A., in 4 Volumes. Cambridge, MA, Harvard University Press; London, William Heinemann Ltd. 1918. Online version at the Perseus Digital Library.
- 세네카, 옥타비아, with an English translation by W. Bradshaw, London. 1902. Online version at Attalus.org.
- 스트라본, The Geography of Strabo. Edition by H.L. Jones. Cambridge, Mass.: Harvard University Press; London: William Heinemann, Ltd. 1924. Online version at the Perseus Digital Library.

### 현대
- Beekes, Robert S. P. (2009). 《Etymological Dictionary of Greek》. Brill. ISBN 978-90-04-32186-1.
- 티모시 간츠, Early Greek Myth: A Guide to Literary and Artistic Sources, Johns Hopkins University Press, 1996, Two volumes: ISBN 978-0-8018-5360-9 (Vol. 1), ISBN 978-0-8018-5362-3 (Vol. 2).
- 피에르 그리말, The Dictionary of Classical Mythology, Wiley-Blackwell, 1996. ISBN 978-0-631-20102-1. Internet Archive.
- Hard, Robin, The Routledge Handbook of Greek Mythology: Based on H.J. Rose's "Handbook of Greek Mythology", Psychology Press, 2004. ISBN 978-0-415-18636-0. Google Books.
- Kerényi, Karl (1951). 《The Gods of the Greeks》. London: Thames and Hudson. ISBN 0-500-27048-1.
- 스미스, William, 그리스 로마 인명 사전, London (1873). Online version at the Perseus Digital Library.
- Slater, Philip Elliot (1968), The Glory of Hera: Greek Mythology and the Greek Family, Princeton, New Jersey: 프린스턴 대학교 출판부, ISBN 0-691-00222-3. Google books.
- Stein, Murray, Soul: Treatment and Recovery: The selected works of Murray Stein, Routledge, 2015. ISBN 9781317649847.
- 스트라본, Geography, translated by Horace Leonard Jones; Cambridge, Massachusetts: Harvard University Press; London: William Heinemann, Ltd. (1924). LacusCurtis, Online version at the Perseus Digital Library, Books 6–14.
- 에드워드 트립, Crowell's Handbook of Classical Mythology, New York, Thomas Y. Crowell, 1970. ISBN 069022608X. Internet Archive.
- 마틴 리치필드 웨스트 (1983), The Orphic Poems, 클라렌돈 프레스 Oxford, 1983. ISBN 978-0-19-814854-8.
- Witczak K. T., Zawiasa D. (2004). "Palici – the Sicilian Twin Brothers and the Indo- European Myth about Divine Twins". In: Živa Antika [Antiquité Vivante] 54(1–2), 2004.